# Trobar leu

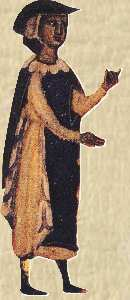
, trovador medieval occitano, según un manuscrito del sobre la música trovadoresca.

Trobar leu era un estilo de poesía de los trovadores que se caracterizaba por una dicción simple, natural y accesible y formas de verso relativamente simples. Era un estilo destinado a atraer a la audiencia más amplia posible.
El término proviene de la palabra provenzal trobar, o el arte de componer y recitar versos, y de leu, que significa ‘ligero’ o ‘fácil’. Quizás el trovador más conocido en el estilo leu sea Bernart de Ventadorn, cuya amplia popularidad probablemente se deba a su composición en un estilo que atrajo a un amplio público. El término en sí, sin embargo, parece haber sido inventado por Giraut de Bornelh, que estaba más preocupado que Bernart por desarrollar una teoría de la composición y que analiza el estilo en siete canciones diferentes.
Giraut parece haber desarrollado la teoría del estilo leu como reacción al trobar clus. Para Giraut, trobar leu describe versos que son «fáciles de cantar y entender, ligeros y entretenidos, aparentemente despreocupados, suaves y pulidos con la oscuridad despejada». Pero insiste en que se necesita tanta habilidad y esfuerzo para producir un verso suave y pulido como para componer algo oscuro, y por lo tanto, el estilo trobar leu no debe considerarse inferior al trobar clus, aunque parezca más fácil.
A propósito de la relación entre trobar leu y trobar clus, es emblemática la batalla (Ara · m platz, Giraut de Bornelh) entre los provenzales Raimbaut d'Aurenga y Giraut de Bornelh, en el año clave de la cultura trovadoresca (1170).
Ahora, me gustaría saber, Giraut de Bornelh,
por que vas criticando al
Trobar Clus y por qué es importante.
Entonces dime, por favor
por qué significa tanto para ti
que todo sea común a todos,
pues entonces todo sería igual.

Lord Lignaura, no me opongo
a cada hombre componiendo como quiera
pero es mi opinión
que [la canción] es más para ser apreciada
y más loable
cuando es ligero y popular
- y no me malinterpretes aquí.